# Roger Bouret
Roger Bouret est un homme politique français né le 13 mars 1911 à Paris et décédé le 30 mai 1972 à Saint-Viaud.

## Biographie
Fils d'un couple de bretons de Paris, il est orphelin et pris en charge comme pupille de la Nation. Après un passage à l'école des arts et métiers de Lille, il devient tailleur à Dinan.
Mobilisé en 1939, il est blessé au combat. En 1944, cependant, il s'engage comme volontaire démineur, pour trois ans. Son action pendant la guerre lui vaut la médaille de la reconnaissance française et la médaille des blessés.
Engagé dans la vie locale, essentiellement dans le domaine associatif, il adhère à l'union de défense des commerçants et artisans dont il devient le président départemental.
C'est logiquement qu'il mène la liste poujadiste dans les Côtes-du-Nord lors des élections législatives de 1956. Obtenant 11,0 % des voix, il est élu député et siège au sein du groupe de Union et fraternité française.
Député actif, ses interventions et positions illustrent bien les orientations de son mouvement politique : il propose la suppression de la « taxe à la tonne » des véhicules de transport, le paiement par les détenus de leurs frais d'entretien, et revient régulièrement sur l'invalidation qu'il estime infondée de certains députés poujadistes élus en 1956.
Comme pour beaucoup d'autres membres de son mouvement, sa carrière politique s'arrête avec la naissance de la Cinquième République, en 1958.

## Sources
Fiche sur le site de l'assemblée nationale